# Нэш, Ниси
Кэ́рол Де́низ «Ни́си» Та́ккер (англ. Carol Denise «Niecy» Tucker), в девичестве — Э́нсли (англ. Ensley), в первом браке — Нэш (англ. Nash; род. 23 февраля 1970 в Палмдейле, штат Калифорния) — американская актриса, комедиантка, продюсер и телеведущая, наиболее известная благодаря своей работе на телевидении.
С 2003 по 2010 год, Нэш вела развлекательное шоу «Чистый дом», которое в 2010 году принесло ей «Эмми». Как актриса, она играла роль заместителя лейтенанта Райниши Уильямс в комедийном сериале Comedy Central «Рино 911!» (2003—2009). С 2012 по 2016 год, Нэш снималась в ситкоме TV Land «Человек души», а в 2013 году также начала играть в комедийном сериале HBO «Старость — не радость», роль в котором принесла ей две номинации на премию «Эмми».

## Ранние годы
Нэш родилась в Палмдейле, штат Калифорния, и окончила со степенью бакалавра Калифорнийский государственный университет, Домингес Хиллз, в Лос-Анджелесе.

## Карьера
Нэш дебютировала на экране с небольшой роли в фильме 1995 года «Парни побоку». В дальнейшем она появилась в ряде телешоу, как комедиях так и драмах, среди которых были «Полиция Нью-Йорка», «C.S.I.: Место преступления» и «Скорая помощь». Она появилась в фильме 1999 года «Колесо фортуны», а затем взяла на себя второстепенную роль в медицинской драме CBS «Городские ангелы».
С 2003 по 2009 год, Нэш снималась в импровизационном ситкоме Comedy Central «Рино 911!». Роль в шоу принесла ей премию «Грейси» в 2009 году. Параллельно с ролью в ситкоме, Нэш в 2003 году начала вести собственное развлекательное шоу «Чистый дом» о дизайне домов. В 2010 году она получила премию «Эмми» за шоу. В декабре 2010 года она покинула шоу после девяти сезонов. Ранее в том же году она выступила в качестве одного из звездных участников шоу АВС «Танцы со звездами», где в итоге заняла пятое место.
В 2012 году, Нэш начала сниматься вместе с Седриком «Развлекателем» в ситкоме TV Land «Человек души», спин-оффе шоу «Красотки в Кливленде». В 2013 году, одновременно с предыдущим ситкомом, Нэш начала сниматься в комедийном сериале HBO «Старость — не радость» с Лори Меткалф. Комедия получила позитивные отзывы от критиков, но не имела успеха в рейтингах, однако получила продление на второй сезон, а Нэш в 2014 году снискала похвалу за свою игру в шоу и была отмечена в списках желанных по мнению критиков номинантов на «Эмми» за лучшую женскую роль второго плана в комедийном телесериале. Затем в 2014 году, Нэш взяла на себя роль в историческом фильме режиссёра Авы Дюверней «Сельма».

## Личная жизнь
С 1994 по 2007 год Нэш была замужем за священнослужителем Доном Нэшем. У бывших супругов есть трое детей: сын Доминик Джабари Нэш (род. 12 декабря 1991) и две дочери — Дониэль Микель Ланай Нэш (род. 9 января 1995) и Дия Ла Рен Нэш (род. 28 сентября 1999).
С 2011 по 2020 год Нэш была замужем за Джеем Таккером. В 2011 году Нэш и Таккер стали героями собственного реалити-шоу на канале «TLC». В том же году канал транслировал в эфире их свадьбу.
29 августа 2020 года Нэш заключила брак с певицей Джессикой Беттс.

## Фильмография

### Кино
| Год  | Название на русском      | Название на английском                 | Роль                        | Примечания             |
| ---- | ------------------------ | -------------------------------------- | --------------------------- | ---------------------- |
| 1995 | Парни побоку             | Boys on the Side                       | женщина в закусочной        |                        |
| 1999 | Колесо фортуны           | Cookie’s Fortune                       | Ванда Картер                |                        |
| 1999 | Холостяк                 | The Bachelor                           | афроамериканская невеста    |                        |
| 2003 | Разыскиваются в Малибу   | Malibu’s Most Wanted                   | Глэдис                      |                        |
| 2004 | Магазинчик красоты       | Hair Show                              | Дебра                       |                        |
| 2005 | —                        | Jepardee!                              | Киша Дженкинс               | короткометражный фильм |
| 2005 | Угадай, кто?             | Guess Who                              | Наоми                       |                        |
| 2005 | Кролик пушистик          | Here Comes Peter Cottontail: The Movie | мама Робин                  | мультфильм; озвучка    |
| 2007 | По прозвищу «Чистильщик» | Code Name: The Cleaner                 | Джакуззи                    |                        |
| 2007 | Поварской турнир         | Cook-Off!                              | Ледибаг Бриггс              |                        |
| 2007 | 911: Мальчики по вызову  | Reno 911!: Miami                       | заместитель Райниша Уильямс |                        |
| 2008 | Хортон                   | Horton Hears a Who!                    | мисс Йелп                   | мультфильм; озвучка    |
| 2008 | —                        | Mrs. C                                 | анестезиолог                | короткометражный фильм |
| 2009 | Легко не сдаваться       | Not Easily Broken                      | Мишель                      |                        |
| 2009 | Предложение              | The Proposal                           | стюардесса                  | не указана в титрах    |
| 2009 | Миссия Дарвина           | G-Force                                | Розалита                    |                        |
| 2013 | Доверься мне             | Trust Me                               | Энджи                       |                        |
| 2013 | Медсестра 3D             | Nurse 3D                               | Реджина                     |                        |
| 2014 | Блондинка в эфире        | Walk of Shame                          | водитель автобуса           |                        |
| 2014 | Сельма                   | Selma                                  | Ричи Джин Джексон           |                        |
| 2017 | Короче                   | Downsizing                             | продавец                    |                        |
| 2019 | —                        | Uncorked                               | Сильвия                     |                        |

### Телевидение
| Год       | Название на русском            | Название на английском                     | Роль                            | Примечания                                                        |
| --------- | ------------------------------ | ------------------------------------------ | ------------------------------- | ----------------------------------------------------------------- |
| 1995      | Нас пятеро                     | Party of Five                              | медсестра                       | эпизод: Spring Breaks: Part 1                                     |
| 1998—2001 | Внезапное пробуждение          | Rude Awakening                             | звонящая #3 / Гейниэлль         | телесериал; 2 эпизода                                             |
| 1999      | Малькольм и Эдди               | Malcolm & Eddie                            | Джеки                           | эпизод: B.S. I Love You                                           |
| 1999      | Время твоей жизни              | Time of Your Life                          | клерк                           | эпизод: The Time She Came to New York                             |
| 2000      | Городские ангелы               | City of Angels                             | Эвелин Уокер                    | телесериал; 4 эпизода                                             |
| 2000      | Лучшие                         | Popular                                    | учитель                         | эпизод: Hard on the Outside, Soft in the Middle                   |
| 2000      | Теперь в любой день            | Any Day Now                                | мисс Лавонде                    | эпизод: Lighten Up, Rene                                          |
| 2001      | Кейт Брашер                    | Kate Brasher                               | Джун / Джейн Кларк              | эпизод: Tracy                                                     |
| 2001      | —                              | One on One                                 | Дарла                           | эпизод: Fifteen Candles                                           |
| 2001      | Это жизнь                      | That’s Life                                | Дарлин                          | телесериал; 2 эпизода                                             |
| 2001      | Полиция Нью-Йорка              | NYPD Blue                                  | Тоня Данбар                     | эпизод: Baby Love                                                 |
| 2001      | Справедливая Эми               | Judging Amy                                | офицер Летиша Ситз              | эпизод: Beating the Bounds                                        |
| 2002      | Риба                           | Reba                                       | Майя                            | эпизод: He’s Having a Baby                                        |
| 2002      | Подруги                        | Girlfriends                                | Лашелль                         | эпизод: Just Dessert                                              |
| 2002      | —                              | For Your Love                              | клерк                           | эпизод: The Blast from the Past                                   |
| 2002      | Клиника Сан-Франциско          | Presidio Med                               | медсестра                       | эпизод: Milagros                                                  |
| 2002      | C.S.I.: Место преступления     | CSI: Crime Scene Investigation             | производитель порнофильмов      | эпизод: Snuff                                                     |
| 2003      | Такая Рэйвен                   | That’s So Raven                            | мадам Кассандра / Ширли         | эпизод: Psychics Wanted                                           |
| 2003      | Скорая помощь                  | ER                                         | Джудит Андерсон                 | эпизод: Missing                                                   |
| 2003      | —                              | Kid Notorious                              | Толли Мэй                       | мультсериал; основная роль; озвучка                               |
| 2003—2005 | Шоу Берни Мака                 | The Bernie Mac Show                        | Бенита                          | телесериал; 3 эпизода                                             |
| 2003—2009 | Рино 911!                      | Reno 911!                                  | заместитель Райниша Уильямс     | телесериал; основная роль                                         |
| 2004      | Половинка и половинка          | Half & Half                                | Карла                           | эпизод: The Big Mother of a Mother’s Day Rides Again Episode      |
| 2004      | Детектив Монк                  | Monk                                       | Варла Дейвис                    | эпизод: Mr. Monk and the Girl Who Cried Wolf                      |
| 2005      | Меня зовут Эрл                 | My Name Is Earl                            | Ронда Гиббс                     | эпизод: Cost Dad the Election                                     |
| 2006      | Гетто                          | The Boondocks                              | Куки Фриман                     | мультсериал; эпизод: Wingmen; озвучка                             |
| 2006      | —                              | Minoriteam                                 | мама Фасто                      | мультсериал; 5 эпизодов; озвучка                                  |
| 2007—2009 | Домашние коты                  | Slacker Cats                               | миссис Бутс                     | мультсериал; основная роль; озвучка                               |
| 2012—2012 | Американский папаша!           | American Dad!                              | Лоррейн / ангел / Пэтти Лабелль | мультсериал; 6 эпизодов; озвучка                                  |
| 2008      | Красавчик/милашка              | Pretty/Handsome                            | Реджина                         | пилотный эпизод                                                   |
| 2008      | Шоколадные новости             | Chocolate News                             | Трина Харпер                    | эпизод: Episode #1.2                                              |
| 2008      | Могучая Би                     | The Mighty B!                              | Мириам Бридлав                  | мультсериал; эпизод: Something’s Wrong with This Taffy/Name Shame |
| 2008      | Не беспокоить                  | Do Not Disturb                             | Ронда                           | телесериал; основная роль                                         |
| 2010      | Холостяк Гари                  | Gary Unmarried                             | Шарлин                          | телесериал; 2 эпизода                                             |
| 2010      | Шоу Кливленда                  | The Cleveland Show                         | Дженет                          | мультсериал; эпизод: Another Bad Thanksgiving                     |
| 2011      | —                              | The LeBrons                                | Глория                          | мультсериал; 7 эпизодов; озвучка                                  |
| 2012—2016 | Душа человека                  | The Soul Man                               | Лолли Баллентайн                | телесериал; основная роль                                         |
| 2013      | Бен и Кейт                     | Ben and Kate                               | Роз                             | эпизод: Father-Daughter Dance                                     |
| 2013—2015 | Старость — не радость          | Getting On                                 | Диди Ортли                      | телесериал; основная роль                                         |
| 2014      | Очень плохая училка            | Bad Teacher                                | Карла                           | эпизод: What’s Old Is New                                         |
| 2014      | Проект Минди                   | The Mindy Project                          | доктор Джин Фишман              | телесериал; 4 эпизода                                             |
| 2015—2016 | ТрипТанк                       | TripTank                                   | разные персонажи                | мультсериал; 3 эпизода                                            |
| 2015—2016 | Королевы крика                 | Scream Queens                              | Дениз Хемфилл                   | телесериал; основная роль                                         |
| 2016      | Бруклин 9-9                    | Brooklyn Nine-Nine                         | Дебби                           | эпизод: The Cruise                                                |
| 2016      | Мастера секса                  | Masters of Sex                             | Луиз Белл                       | телесериал; 5 эпизодов                                            |
| 2016      | —                              | As the Fire Pit Burns                      | Дженнифер Боуэн-Браун           | телесериал; 4 эпизода                                             |
| 2016      | —                              | The Enforcers                              | н/д                             | телефильм                                                         |
| 2017      | Американская семейка           | Modern Family                              | Джоан                           | эпизод: All Things Being Equal                                    |
| 2017      | Энджи Трайбека                 | Angie Tribeca                              | Пандора                         | эпизод: Go Get ’Em, Tiger                                         |
| 2017—2018 | Когти                          | Claws                                      | Десна Симмс                     | телесериал; основная роль                                         |
| 2018      | Трудности ассимиляции          | Fresh Off the Boat                         | Вильгельмина                    | эпизод: Big Baby                                                  |
| 2018      | Курс биологии                  | A.P. Bio                                   | Ким                             | эпизод: Teacher Jail                                              |
| 2018      | Просто нет слов                | Speechless                                 | Кики                            | эпизод: J-I-- JINGLE T-H-- THON                                   |
| 2018—2019 | Гриффины                       | Family Guy                                 | Шейла                           | мультсериал; 4 эпизода; озвучка                                   |
| 2019      | Когда они нас увидят           | When They See Us                           | Делорис Уайз                    | 4 эпизода                                                         |
| 2020      | Миллион мелочей                | A Million Little Things                    | Глория                          | эпизод: The Kiss                                                  |
| 2020      | Миссис Америка                 | Mrs. America                               | Флоринс Кеннеди                 |                                                                   |
| 2022      | Монстр: История Джеффри Дамера | Dahmer — Monster: The Jeffrey Dahmer Story | Гленда Кливленд                 | мини-сериал; основная роль                                        |
| 2022      | Новичок: Федералы              | The Rookie: Feds                           | Симона Кларк                    | сериал; основная роль                                             |